# Evan Tom Davies
Evan Tom Davies (Pencader, 24 settembre 1904 – Waterloo, 8 ottobre 1973) è stato un matematico gallese che ha contribuito alle applicazioni della derivata di Lie in relazione alla geometria riemanniana e al calcolo differenziale assoluto con una ricca produzione scientifica.

## Biografia
Evan Tom Davies nacque il 24 settembre 1904, nel piccolo villaggio di Pencader, Carmarthenshire, il figlio minore di un contadino, Thomas Davies, e sua moglie Elisabetta. Ricevette il diploma liceale presso la scuola secondaria presso la Llandyssul County School. Successivamente frequentò l'University College di Aberystwyth e si laureò con lode in matematica applicata nel 1924. In seguito, si trasferì all'University College di Swansea, dove raggiunse il primato di essere il primo studente a laurearsi con lode in matematica pura. Continuò a scrivere una tesi sulla geometria n-dimensionale, e per questo ottenne un M.Sc. nel 1926.
Su consiglio di Paul Dienes, che in quel momento teneva una conferenza a Swansea, Davies rivolse la sua attenzione al calcolo differenziale assoluto. Questo è stato sviluppato come uno dei principali strumenti matematici nella teoria della relatività. Così nell'agosto del 1926 si recò a Roma per studiare con il matematico Tullio Levi-Civita dove ottenne il dottorato di ricerca nel 1930.

## Carriera Scientifica
Nel 1930, dopo una breve pausa accademica a causa delle cattive condizioni di salute, Davies accettò un posto come assistente docente al King's College di Londra. Lì fu promosso due volte, prima a Lecturer nel 1935 e poi a Reader nel 1946. Davies fu colpito dall'evacuazione del King's College a causa del London Blitz e fu costretto a trasferirsi temporaneamente all'Università di Bristol. Dopo la conclusione della seconda guerra mondiale e la sua successiva promozione a Docente, Davies ottenne la cattedra di matematica all'Università di Southampton. Rimase a Southampton fino al suo pensionamento nel 1969 all'età di 65 anni. Dopo il pensionamento, divenne professore di matematica all'Università di Calgary per un periodo di due anni fino a quando non lasciò l'incarico di professore all'Università di Waterloo. 
Morì all'età di 69 anni a Waterloo.

### Alcune pubblicazioni
- On the infinitesimal deformations of a space (1933)
- On the deformation of a subspace (1936)
- On the infinitesimal deformations of tensor submanifolds (1937)
- On the second and third fundamental forms of a subspace (1937)
- Analogues of the Frenet formulae determined by deformation operators (1938)
- Lie derivation in generalized metric spaces (1939)
- Subspaces of a Finsler space (1945)
- Motions in a metric space based on the notion of area (1945)
- The theory of surfaces in a geometry based on the notion of area (1947)
- On the invariant theory of contact transformations (1953)
- Parallel distributions and contact transformations (1966)